# Eleocharis testui
Eleocharis testui är en halvgräsart som beskrevs av Henri Chermezon. Eleocharis testui ingår i släktet småsäv, och familjen halvgräs. Inga underarter finns listade i Catalogue of Life.